# Pour le Mérite
Řád Pour le Mérite (francouzsky Za zásluhy), neformálně zvaný též Modrý Max, bylo nejvyšší pruské a německé vojenské vyznamenání udělované do konce první světové války v roce 1918.
Bylo uděleno 5430 osobám. Nejznámějšími držiteli byli například Paul von Hindenburg, Ernst Jünger či Erwin Rommel, mezi piloty Max Immelmann (díky kterému řád získal svoji přezdívku), Manfred von Richthofen, Ernst Udet, Hermann Göring, Fritz Rumey, Franz Büchner a dalších 130 stíhacích pilotů.
Zavedeno bylo za vlády Fridricha II. 6. června 1740 během války s Rakouskem (francouzština byla v té době jazykem užívaným na královském dvoře). Do roku 1810 bylo vyznamenání udělováno i civilním osobám – obdržel ho například i Voltaire). Do současnosti existuje polooficiální Orden Pour le Mérite für Wissenschaft und Künste.
Toto vyznamenání má dvě úrovně – základní (na obrázku) a druhou úroveň – s dubovými ratolestmi (spodní obrázek).
Vzhledem k tomu, že „Pour le Mérite“ bylo nejvyšším vyznamenáním a po jeho dosažení již v podstatě nebylo možné dát vyšší ocenění, byla vyrobena i zmíněná „vyšší verze“ s dubovými ratolestmi.
Jen čtyři lidé obdrželi jak vojenskou, tak civilní verzi řádu:

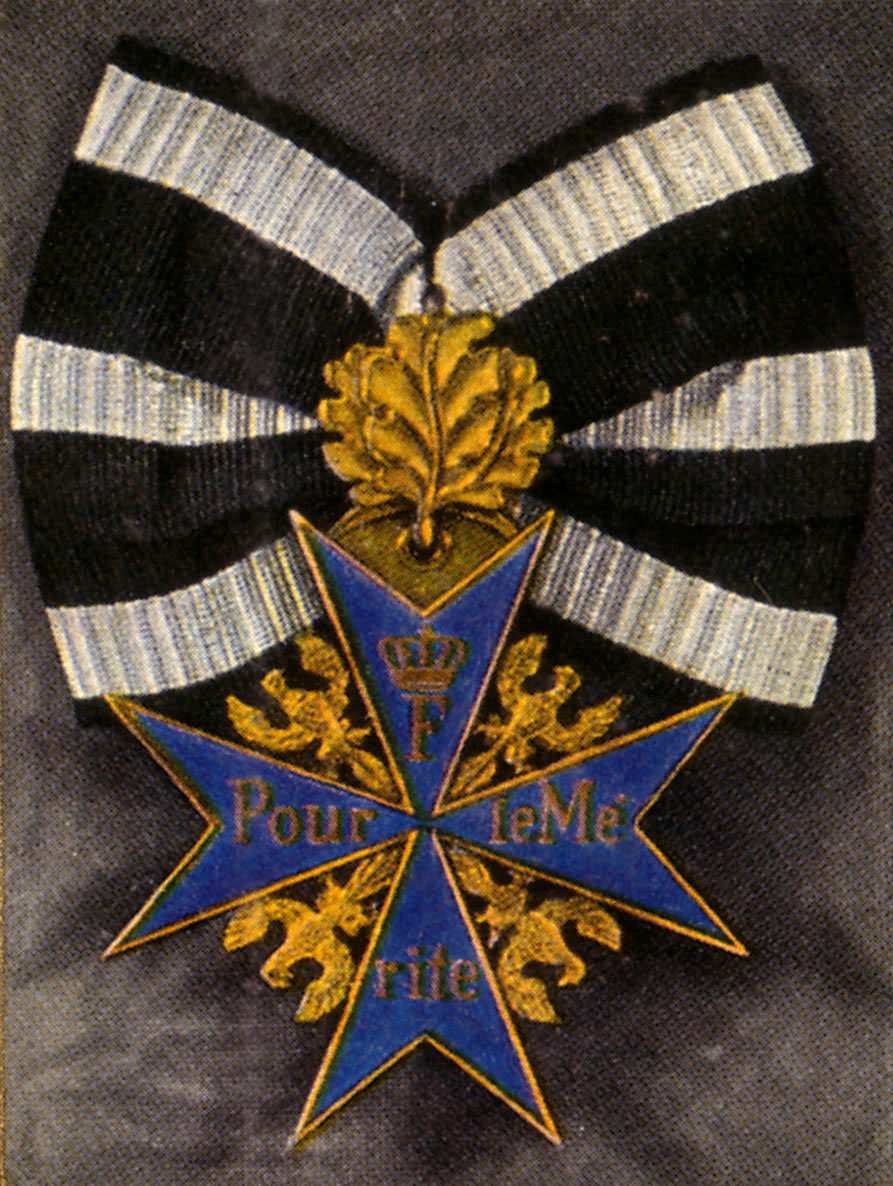
Kříž Pour la Mérite s dubovými ratolestmi

- Kříž Pour la Mérite s dubovými ratolestmiHelmuth von Moltke starší (historik a polní maršál – přitom vojenskou verzi s dubovými ratolestmi)
- Julius von Verdy du Vernois (generál, Dr. phil. h.c.)
- Otto von Bismarck (státník, první kancléř)
- Hermann von Kuhl (historik a generálporučík – vojenská verze s dubovými ratolestmi)